# Неферу III
Неферу III (Нефру; рус. Красавица) — древнеегипетская царица XII династии.
Дочь фараона Аменемхета I и царицы Неферетатенен. Сестра-жена Сенусерта I и мать Аменемхета II.
Неферу была одной из четырёх детей Аменемхета I. Она вышла замуж за своего брата Сенусрета, и, насколько известно, была его единственной женой. Она упоминается как его жена в «Сказании Синухе». Её имя появляется на фрагментах пирамиды её отца в Лиште и в постройке её сына, в местности Серабит-эль-Хадим, созданной как памятник Сенусерту I. У Неферу была пирамида в комплексе пирамид её мужа, но, возможно, она была похоронена не там, а скорее в Дахшуре, рядом со своим сыном.
Она носила титулы: Дочь короля, Жена короля, Мать короля.
Профессор-египтолог Лиссабонского университета Тэло Кэннон в своей книге написал про царицу Неферу III следующее:

Если у нас есть некоторые элементы того времени, то про Неферу III мы знаем очень мало. Она была важной женщиной, благодаря своему положению дочери Аменемхета I, сестры и жены Сенусерта I и матери Аменемхета II и, вероятно, четырёх или пяти других принцесс. О ней имеется мало археологических записей, и самая главная — это упоминание её имени в «Сказании Синухе», что увековечивает её как литературную знаменитость. Больше о ней ничего не известно. Остальное потеряно во времени!
Оригинальный текст (порт.)Se da sua época temos alguns elementos, de Neferu III o que sabemos é muito pouco. Foi uma mulher importante graças à posição que ocupou como filha de Amenemhat I, irmã e esposa de Senuseret I e mãe de Amenemhat II e, provavelmente, de mais quatro ou cinco princesas. Tem escassos registos arqueológicos, e o mais importante sobre ela é o registo do seu nome na História de Sinuhe, perpetuando-a como uma celebridade literária circunstancial. Nada mais se sabe sobre ela. O resto perdeu-se no tempo!